# Ženy na Ukrajině

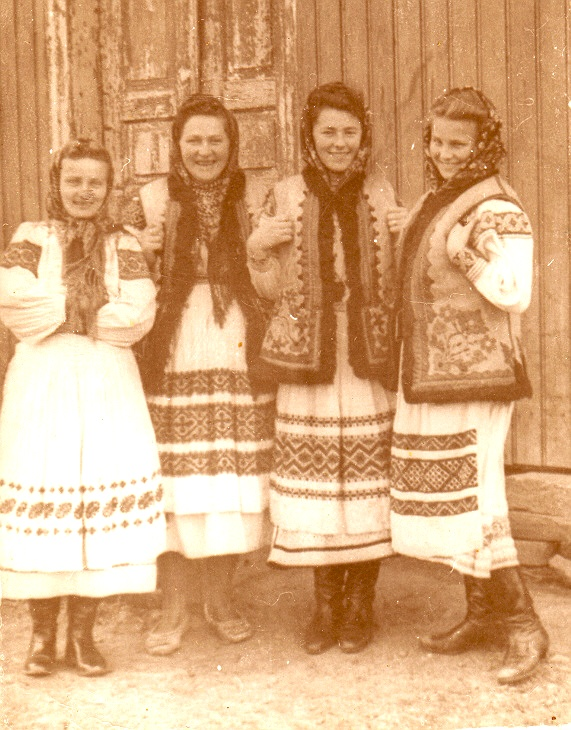
Ukrajinské ženy v kroji (40. léta 20. století)

Ženy na Ukrajině mají stejná ústavní práva jako muži v hospodářské, politické, kulturní a sociální oblasti, stejně jako v rodině. Ženy dostávají nižší platy a mají omezené možnosti kariérního postupu. 
Většina z přibližně 45 procent ukrajinské populace (45 milionů), která trpí násilím – fyzickým, sexuálním nebo duševním – jsou ženy.

## Historie feminismu na Ukrajině
Historie Ukrajiny v posledních dvou stoletích je úzce spjata s dějinami Ruského impéria a později Sovětského svazu. Ukrajina získala nezávislost v roce 1991 a nyní je státem s více než 40 miliony obyvatel, z nichž většina jsou ortodoxní křesťané; 70 % populace žije ve městech.
Jedna z největších feministických organizací v Evropě byla založena během 20. let 20. století na západní Ukrajině nebo v Haliči. Organizace se jmenovala Ukrajinský svaz žen a vedla ji Milena Rudnytska. Během sovětské éry byl feminismus klasifikován jako buržoazní ideologie, tedy kontrarevoluční a antisovětská. Občanská společnost a feminismus v sovětských dobách prakticky neexistovaly. Po nezávislosti Ukrajiny v roce 1991 začalo zakořeňovat feministické hnutí.
Od roku 2010 bylo na Ukrajině aktivních několik skupin za práva žen včetně Feminist Ofenzyva a Ukrajinské unie žen. FEMEN, nejaktivnější skupina za práva žen v Kyjevě, byla oficiálně uzavřena v roce 2013. Organizace opustila Ukrajinu, protože se vedení bálo „o své životy a svobodu.“
Během války na Donbasu, která začala v roce 2014, se podle Oksany Potapové, feministky a mírotvorné výzkumnice a aktivistky, která vytvořila nevládní organizaci Theater for Dialogue, rozvinulo „obrovské dobrovolnické hnutí žen organizujících humanitární akce a komunitní dialog“ na podporu ženského dobrovolnického hnutí.

## Násilí proti ženám
Přibližně 45 procent ukrajinské populace (45 milionů) trpí násilím – fyzickým, sexuálním nebo duševním – a většinu z nich tvoří ženy. Ženy z ulice jsou nejzranitelnější kategorií; asi 40 procent z nich trpí sexuálním násilím, přičemž 25 procent je mladších 18 let. V roce 2001 Ukrajina přijala zákon o domácím násilí (prevence) z roku 2001. Článek 173-2 ukrajinského zákoníku o správních deliktech se rovněž zabývá „násilím na rodině“. Nuzhat Ehsan, zástupce Populačního fondu OSN na Ukrajině, v únoru 2013 prohlásil: „Ukrajina má skutečně nepřijatelnou úroveň násilí, hlavně ze strany mužů a hlavně kvůli vysoké míře konzumace alkoholu“. Vyčítal také mezery v legislativě, které přispívají k problému domácího násilí: „Můžete se dopustit násilí na ženách, a přesto, pokud jste vysoce postavený úředník nebo z vysoce postavené úřední rodiny, může vám to projít.“

## Ženská pracovní síla
Ženy tvoří 54 % populace Ukrajiny a 47,4 % její pracovní síly. Více než 60 % všech ukrajinských žen má vyšší vzdělání (střední školu a vyšší). Míra nezaměstnanosti žen je však ve srovnání s muži se stejným vzděláním velmi vysoká (80 % všech nezaměstnaných na Ukrajině tvoří ženy), nemluvě o rozsáhlé skryté nezaměstnanosti žen.
Pracovní právo stanoví právní rovnost mužů a žen, včetně stejné odměny za stejnou práci, což je zásada, která byla obecně dodržována. Odvětví, v nichž dominovaly pracovnice, však měla nejnižší relativní mzdy a byla to odvětví, která byla s největší pravděpodobností postižena nedoplatky mezd. Důchodový věk se postupně zvyšuje, do roku 2021 na 60 let pro ženy a 62 let pro muže-státní zaměstnance (původní věk byl 55 pro ženy a 60 pro muže). Objevily se zprávy o tom, že někteří zaměstnavatelé odmítali zaměstnat mladší ženy, které by mohly otěhotnět, nebo ženy starší 35 let. Ženy také dostávaly nižší platy a měly omezené možnosti kariérního postupu. Jen málo žen zastávalo vrcholové manažerské pozice ve vládě nebo ve státním či soukromém průmyslu.

## Ženy v ukrajinském byznysu
Ženy vydělávají v průměru o 30 % méně než muži na podobných pozicích. Asi 50 % všech podniků bez zaměstnanců je vlastněno ženami. Podniky s 1 až 5 zaměstnanci jsou z 27 % vlastněny ženami. Podniky s méně než 50 zaměstnanci jsou z 30 % vlastněny ženami. Tato čísla jsou podobná jako v jiných západních ekonomikách. Ženy mají tendenci vést malé podniky v maloobchodě, velkoobchodě a pohostinství. 2 % velkých společností jsou vedeny ženami. V roce 2008 byla míra účasti žen na pracovním trhu (LPR) přibližně 62 %.

## Ženy v ukrajinské politice
V ukrajinských parlamentních volbách v roce 2019 bylo do parlamentu zvoleno 87 žen, což je rekord na Ukrajině, 20,52 % z celkového počtu poslanců. Ve volbách asi 50 % zvolených poslanců Hlasu byly ženy, 37 % zvolených poslanců Evropské solidarity byly ženy; nejméně míst pro ženy bylo v Opoziční platformě - Pro život s 11,4 %. V roce 2014 tvořily ženy asi 12,1 % Nejvyšší rady (ukrajinského parlamentu). Od parlamentních voleb 2014 do voleb 2019 se tento počet zvýšil na 53, tedy 12,6 %. Procento poslankyň v jednotlivých volbách kolísá. Ze 47 žen zvolených do parlamentu v roce 2014 toho pouze 2 dosáhly vítězstvím ve volebním obvodu (volby používaly smíšený volební systém s 53,2 % poslanců zvoleno na stranických kandidátkách a 46,8 % ve 198 volebních obvodech). V roce 2019 získalo křeslo ve volebním obvodu 26 žen. V parlamentu zvoleném v ukrajinských parlamentních volbách v roce 2012 ženy tvořily 9,9 %. V prvních parlamentních volbách, konaných po ukrajinské nezávislosti v roce 1991, v roce 1994 bylo zvoleno pouze 11 žen (2,3 % parlamentu). Výzkum Ukrajinské Pravdy zveřejněný 12. listopadu 2014 odhalil, že celosvětově v průměru 22 % parlamentu tvoří ženy, zatímco v zemích Evropské unie je to 25 %. Podle studie (zveřejněné 1. listopadu 2014) Meziparlamentní unie je Ukrajina na 112. místě mezi 189 zeměmi, pokud jde o politické zastoupení žen v parlamentu. Zákony k opětovnému zavedení kvóty pro ženy v parlamentu ze sovětské éry (30 % nebo 35 %) byly projednávány v parlamentu, ale nebyly schváleny.

## Ženy v ukrajinské armádě
Ženy na Ukrajině mohou vstoupit do armády, ale historicky to bylo omezeno na nebojové role: zdravotníčka, kuchařka, účetní atd. Od července 2016 začaly ukrajinské vojenské síly dovolovat ženám účastnit se rolí bojovníků, včetně, ale nejen, kulometčíka, vojenského průzkumníka a odstřelovače.